# Feiselberg

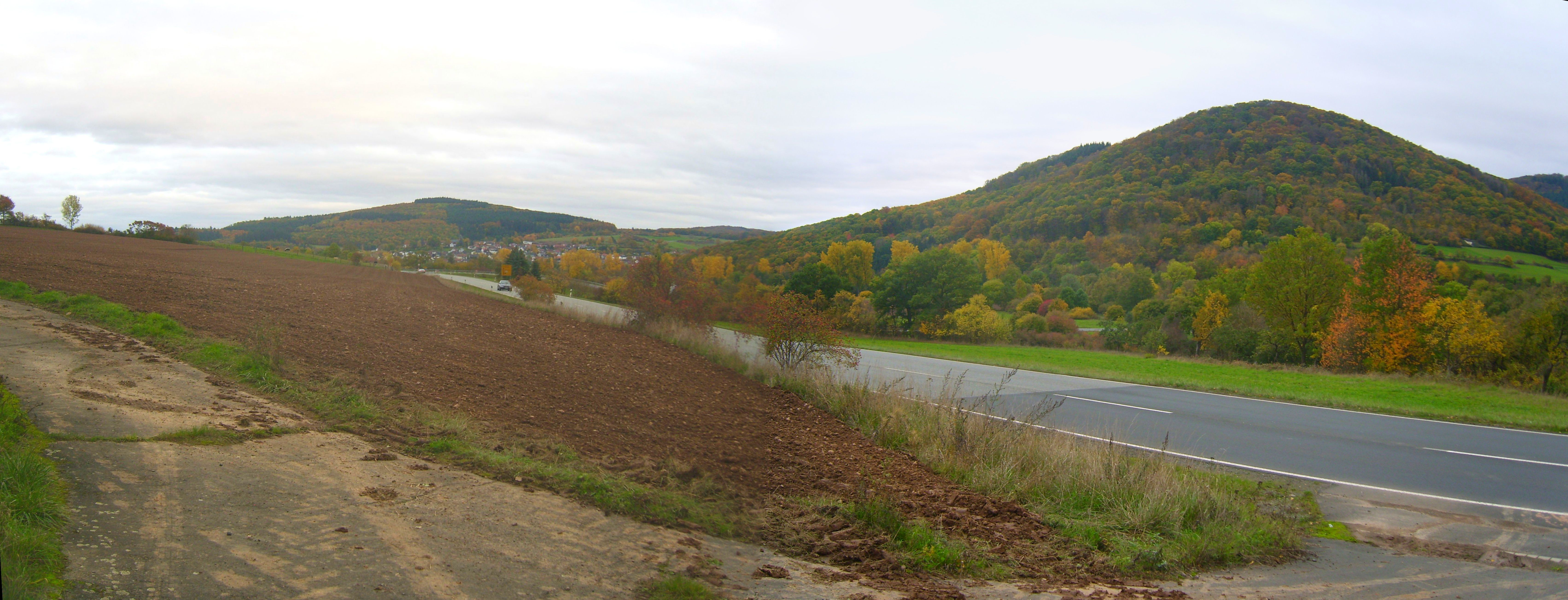
Ansicht von Nordnordosten; links der Hungert hinter Caldern

Der Feiselberg ist ein 413 m ü. NHN hoher Berg der Damshäuser Kuppen, Gladenbacher Bergland. Er liegt südsüdöstlich von Kernbach und westnordwestlich von Caldern, beide Gemeinde Lahntal, Landkreis Marburg-Biedenkopf, Hessen. 

## Lage
Der Feiselberg ragt unmittelbar vom Süden Kernbachs aus steil und bewaldet auf; der Anstieg vom Westen Calderns aus ist zunächst sanft und die Bewaldung beginnt erst in einem halben Kilometer Abstand zur Besiedlung. Die Gemarkungsgrenze zwischen beiden Dörfern geht genau über den Berg, wobei der Nordgipfel auf Kernbacher und der Südgipfel auf Calderner Gemarkung steht. Nach Südwesten geht er in den mit 497,2 m deutlich höheren Rimberg über, nach Westnordwesten trennt ihn das Tal des Kernbachs vom Roßberg (ca. 445 m).
Nach Nordosten bis Osten fällt der Berg steil zum Oberen Lahntal ab, wo ihn der Mühlgraben auf Höhen von 225 bis 220 m flankiert, der unmittelbar an der Nordostflanke des Bergs von der Lahn abzweigt und ostnordöstlich Calderns ihr wieder auf rund 210 m zufließt. Leicht oberhalb des Mühlgrabens verläuft die Kreisstraße 75 zwischen beiden Dörfern am Hangrand, die ihrer geringen Breite wegen nur von schmaleren PKW befahren werden darf, laut Schild gar nur von Fahrzeugen bis 1,80 m Breite – und auch die müssen bei Begegnungen zum Teil auf Buchten ausweichen. Jenseits des Lahntals ragt der Wollenberg (474 m) auf, der die Sackpfeifen-Vorhöhen von Südosten her einleitet. Südöstlicher Nachbarberg, hinter Caldern, ist der fast gleich hohe Hungert (411,5 m), dessen Gipfel jedoch bereits 2,5 km entfernt liegt.

## Geomorphologie und Geologie
Der Feiselberg fällt durch seine sehr markante Kegel- bis Haldenform auf, wobei er einen Nord- und einen Südgipfel hat, die etwa 0,25 km voneinander entfernt sind und den Sattel zwischen ihnen nur um rund 20 m überragen.
Obgleich er dem landläufigen Bild eines typischen Vulkans entspricht, stehen bei ihm, anders als beim Rimberg, nicht vulkanische Gesteine wie Tholeiitischem Metabasalt und Metapikrit an, sondern Tonschiefer, Sandsteine und Quarzite des Mitteldevon.

## Schutzgebiete
Der Feiselberg liegt im rechtslahnischen Teil des 9457 ha (= 94,57 km²) großen FFH-Gebiets Lahnhänge zwischen Biedenkopf und Marburg. Er selber nimmt darin eine Fläche von 99,5 ha, also rund einem km² ein.